# Dobranowice (powiat krakowski)
Dobranowice – wieś w Polsce położona w województwie małopolskim, w powiecie krakowskim, w gminie Igołomia-Wawrzeńczyce.
W Królestwie Polskim istniała gmina Dobranowice. W latach 1954–1961 wieś należała i była siedzibą władz gromady Dobranowice, po jej zniesieniu w gromadzie Wawrzeńczyce. W latach 1975–1998 miejscowość należała administracyjnie do województwa krakowskiego.
Integralne części miejscowości: Błonie, Poborowice. Wcześniejsza nazwa wsi to Poborowice, obecnie są one przysiółkiem.

## Zabytki
Obiekt wpisany do rejestru zabytków nieruchomych województwa małopolskiego.

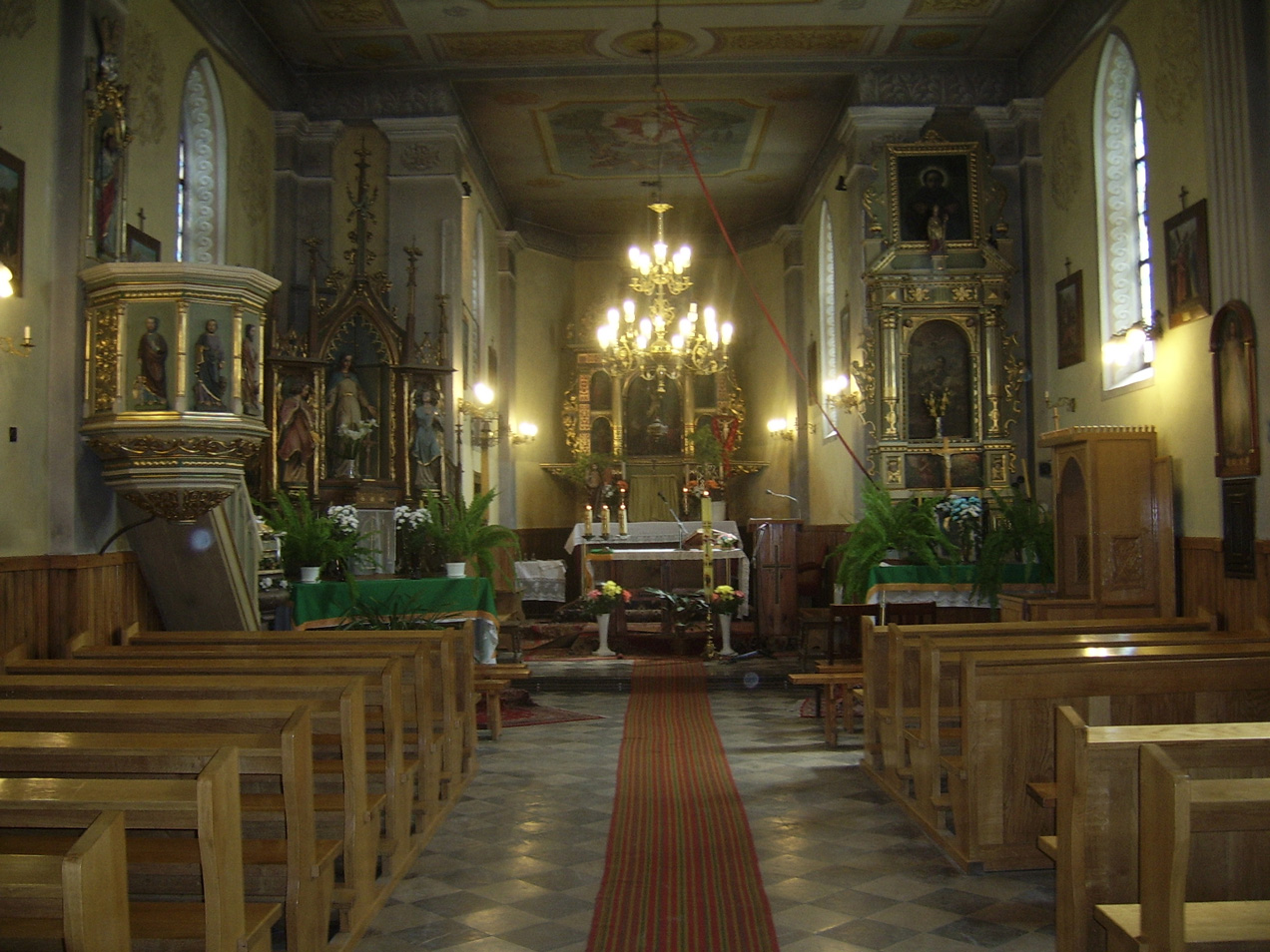
Wnętrze kościoła św. Krzyża

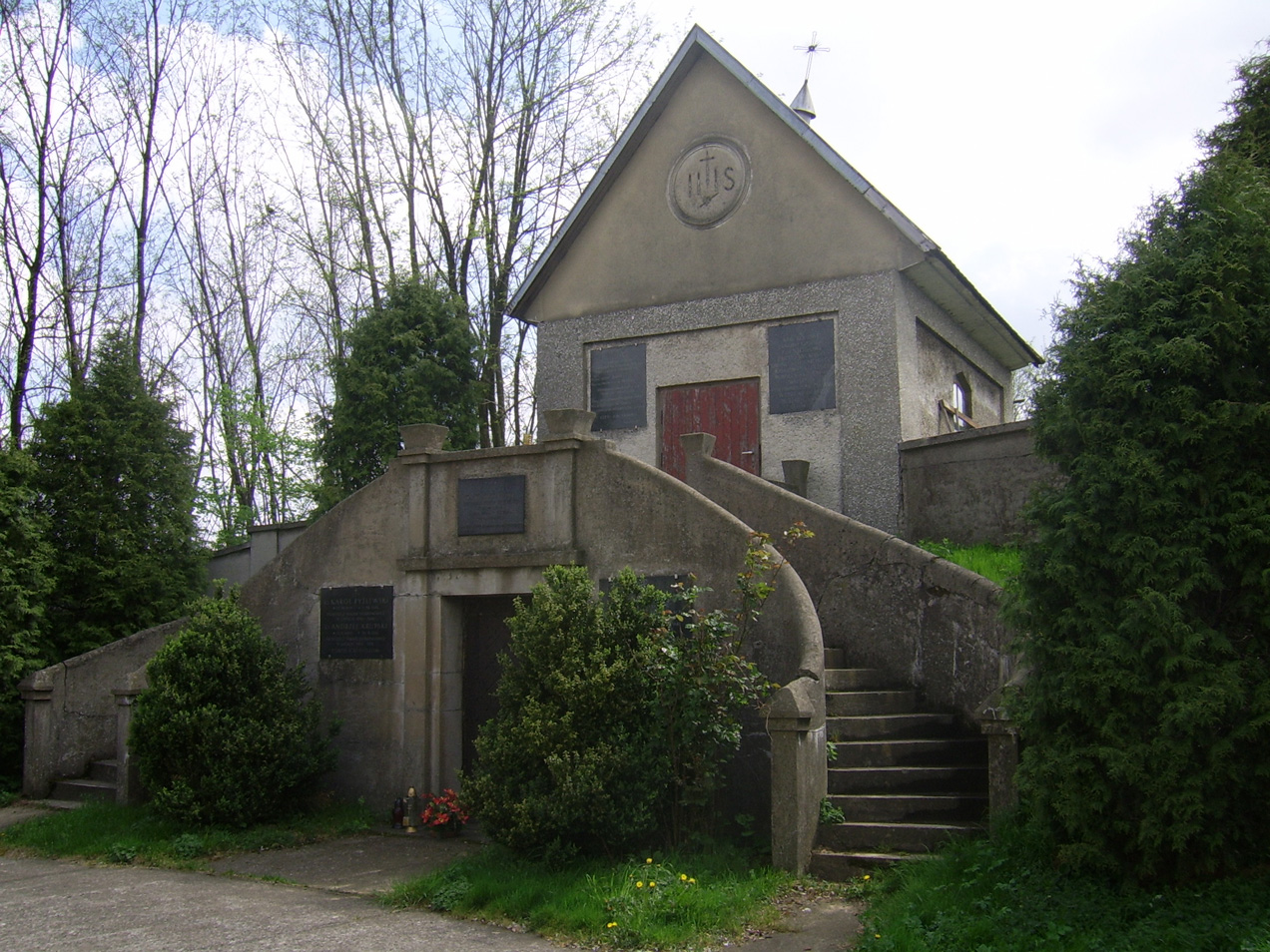
Kaplica cmentarna

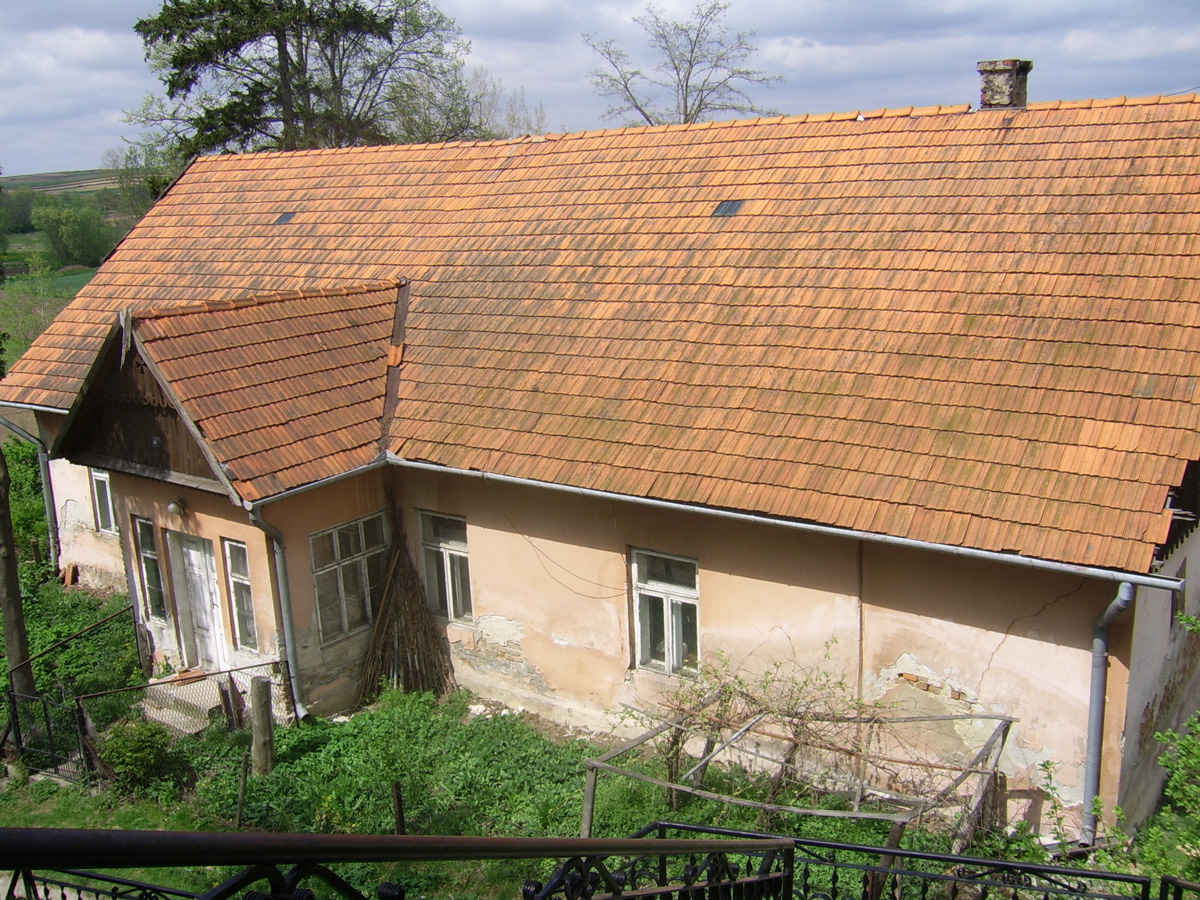
Stara plebania z końca XIX wieku

W rejestrze zabytków Narodowego Instytutu Dziedzictwa zabytkiem we wsi jest Zespół kościoła parafialnego pw. Podwyższenia Krzyża, w którym zabytkowymi obiektami są:
- Kościół Podwyższenia Krzyża Świętego w Dobranowicach – pierwsze wzmianki o parafii i kościele drewnianym pochodzą z XIV wieku. Kościół został zniszczony w okresie reformacji. Odbudowany w 1614 roku, też drewniany. W 1887 roku wzniesiono obecnie istniejący kościół murowany. Kościół zbudowany w stylu neogotyckim, orientowany, jednonawowy, prezbiterium zamknięte trójbocznie, sklepienie to prosty płaski sufit. Wyposażenie wnętrza: ołtarz główny i boczny południowy barokowe, stanowiące wyposażenie wcześniejszego drewnianego kościoła, ołtarz boczny północny i ambona w stylu neogotyckim. Po południowej stronie kościoła prosta żelazna dzwonnica. Do parafii należą wierni Kościoła rzymskokatolickiego z miejscowości: Dobranowice, Karwin, Rudno Górne, Rudno Dolne.
- Kaplica cmentarna – murowana powstała przed 1887 rokiem, czyli przed budową obecnego kościoła murowanego. Spoczywają w niej właściciele dóbr Dobranowice (Poborowice), oraz księża z parafii.
- Cmentarz parafialny – założony ok. poł. XIX wieku, za kościołem i kaplicą cmentarną, stary przykościelny cmentarz zlikwidowano. Najstarszy zachowany grób z żelaza z 1851 roku.
- Ogrodzenie kościoła.

## Inne zabytki
- Zespół plebański – obecne założenie plebańskie powstało przed rokiem 1895 na miejscu wcześniejszych. Składa się ze starej, murowanej plebanii z końca XIX wieku, budynków gospodarczych z końca XIX wieku, stodoły drewnianej. Nowa plebania powstała w latach 90. XX wieku.
- Organistówka – murowana z ok. 1895 roku.
- Figurka Matki Boskiej Niepokalanie Poczętej – z 1854 roku, odnowiona w 1904, stojąca przy kościele.
- Zespół dworsko-parkowy – zachowany dworek szlachecki z pocz. XIX wieku i budynki gospodarcze oraz czworaki z XIX wieku i pocz. XX wieku, silnie zniszczone.